# Yassir Lester
Yassir Lester, född 22 juni 1984, är en amerikansk skådespelare och producent.
Lester har bland annat medverkat i TV-serierna BlackAF och Sausage Party: Foodtopia.

## Filmografi (i urval)
- 2020 – BlackAF (TV-serie) producent
- 2024 – Sausage Party: Foodtopia (TV-serie)